# خط آی‌ان‌دی خیابان فولتن
خط آی‌ان‌دی خیابان فولتن (انگلیسی: IND Fulton Street Line) یکی از خط‌های متروی نیویورک سیتی در بخش بروکلین و کویینز است.
این خط که در سال ۱۹۱۵ تأسیس شده دارای ۲۲ ایستگاه است.

## نگارخانه

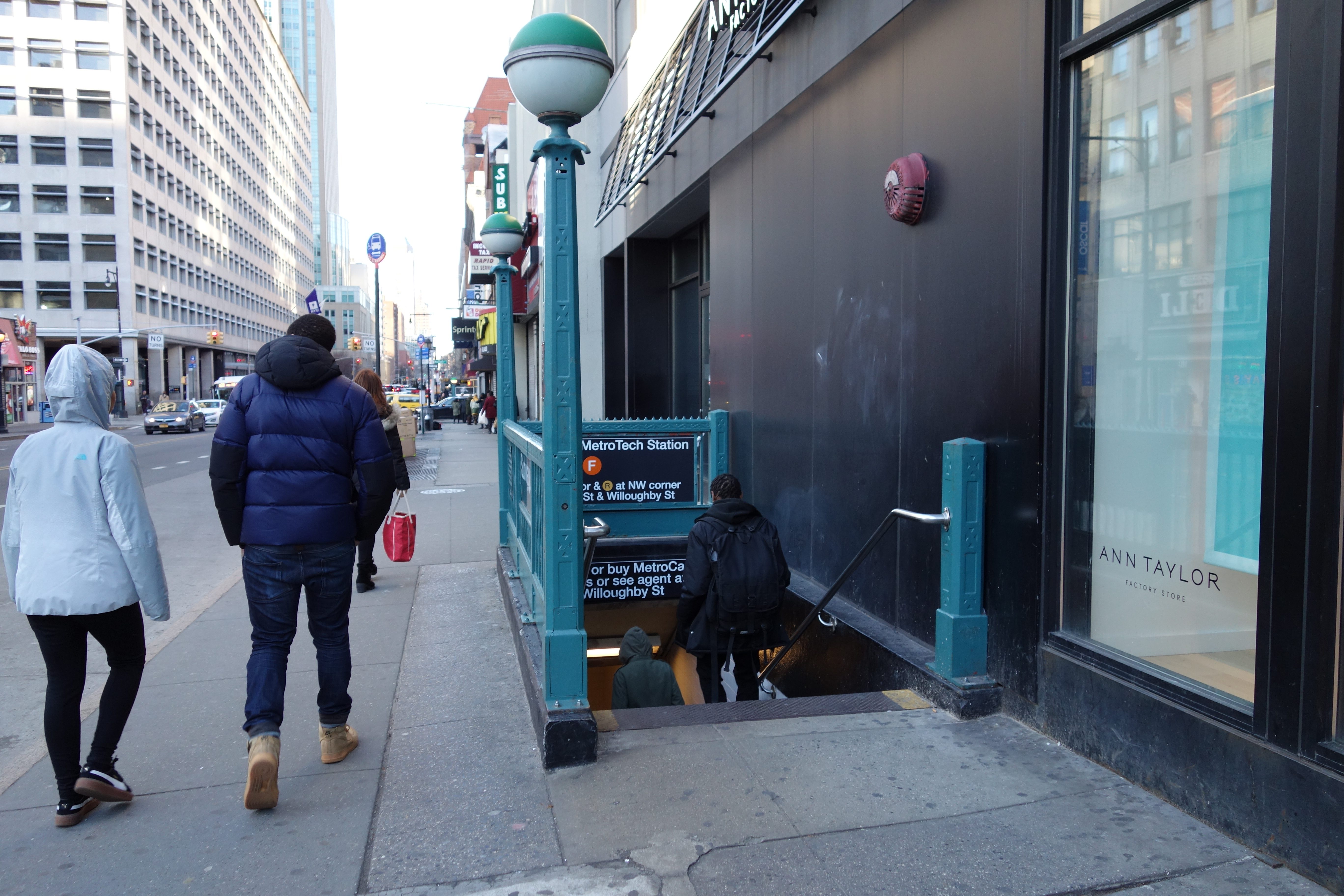
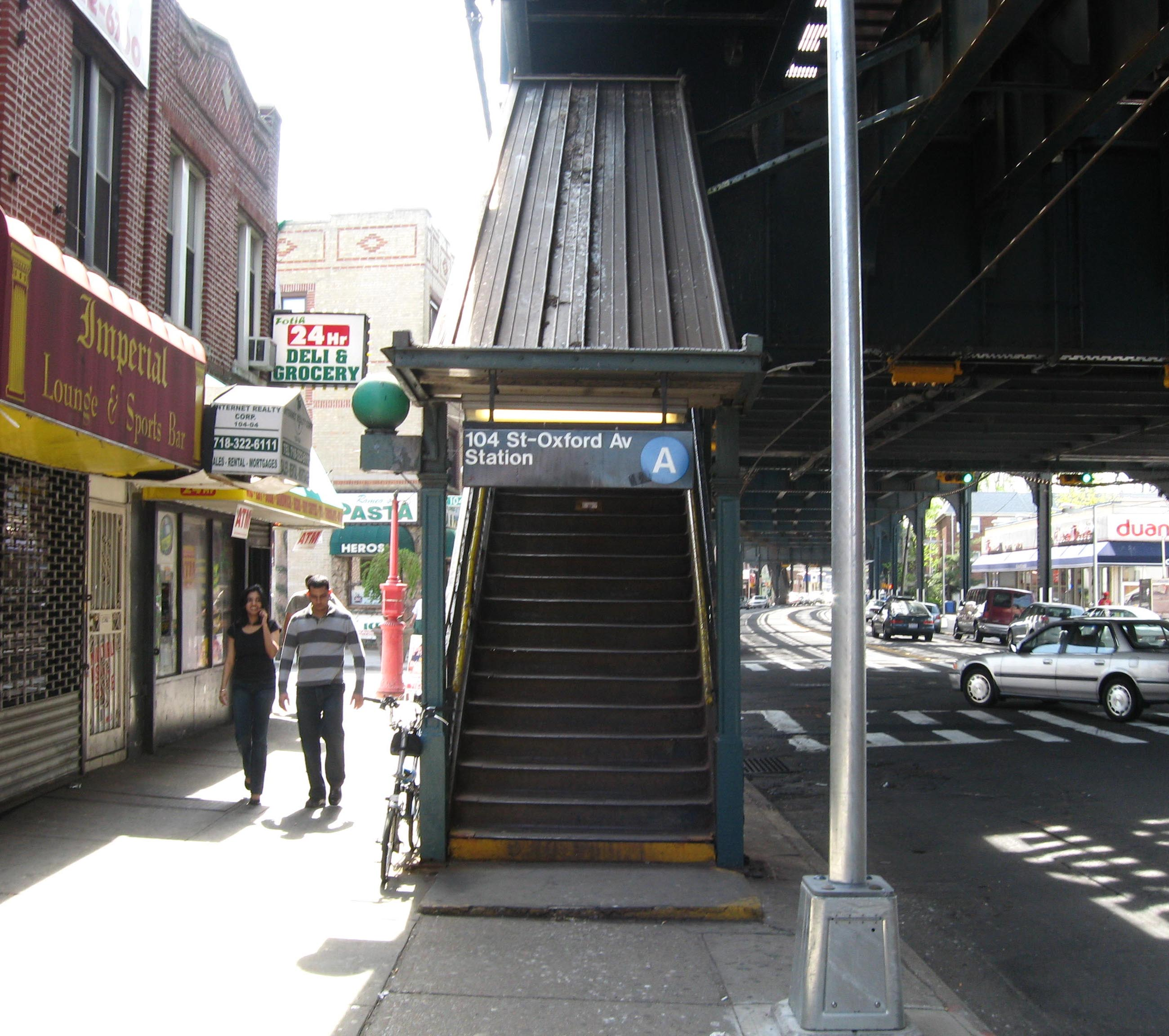
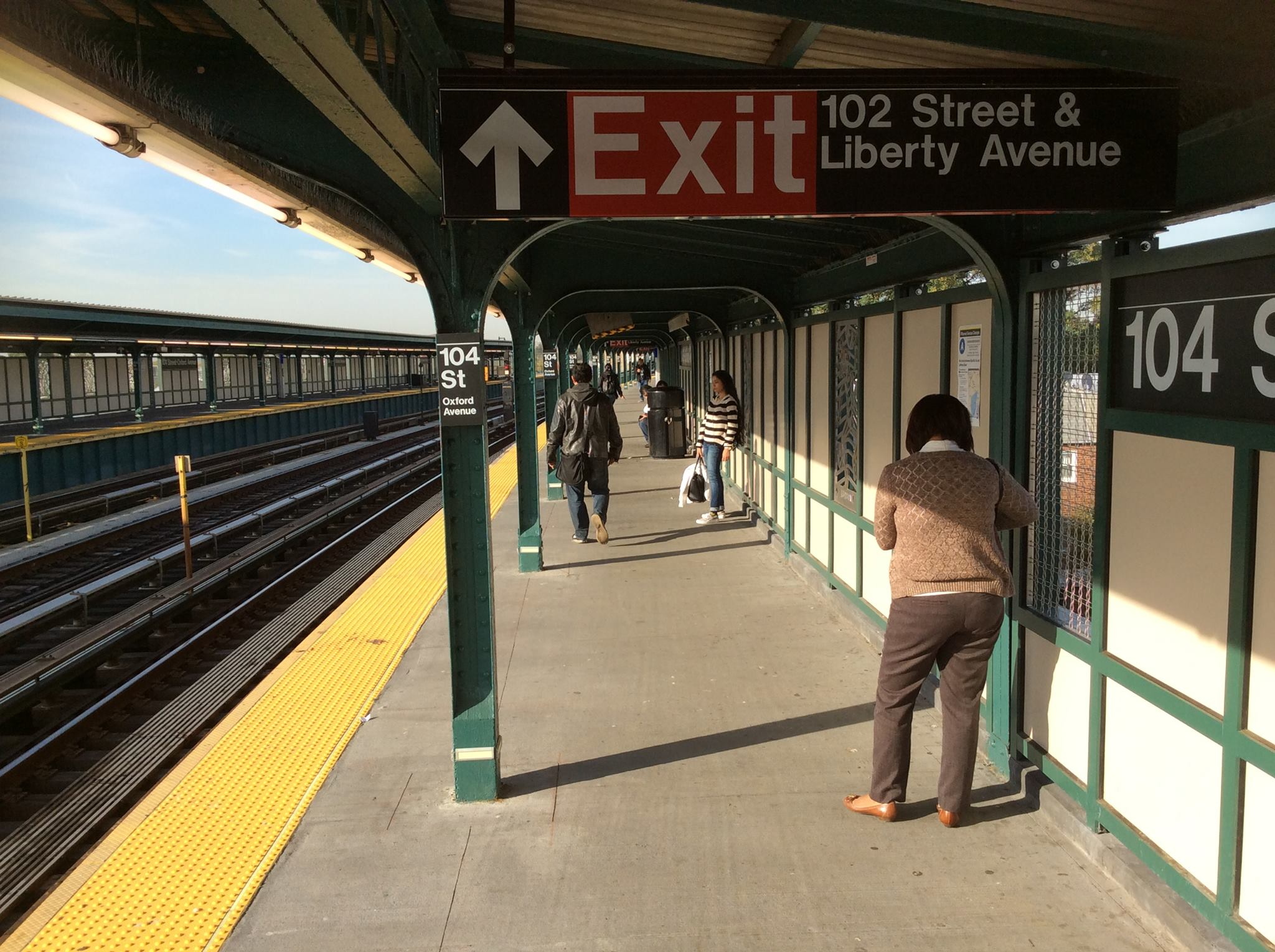
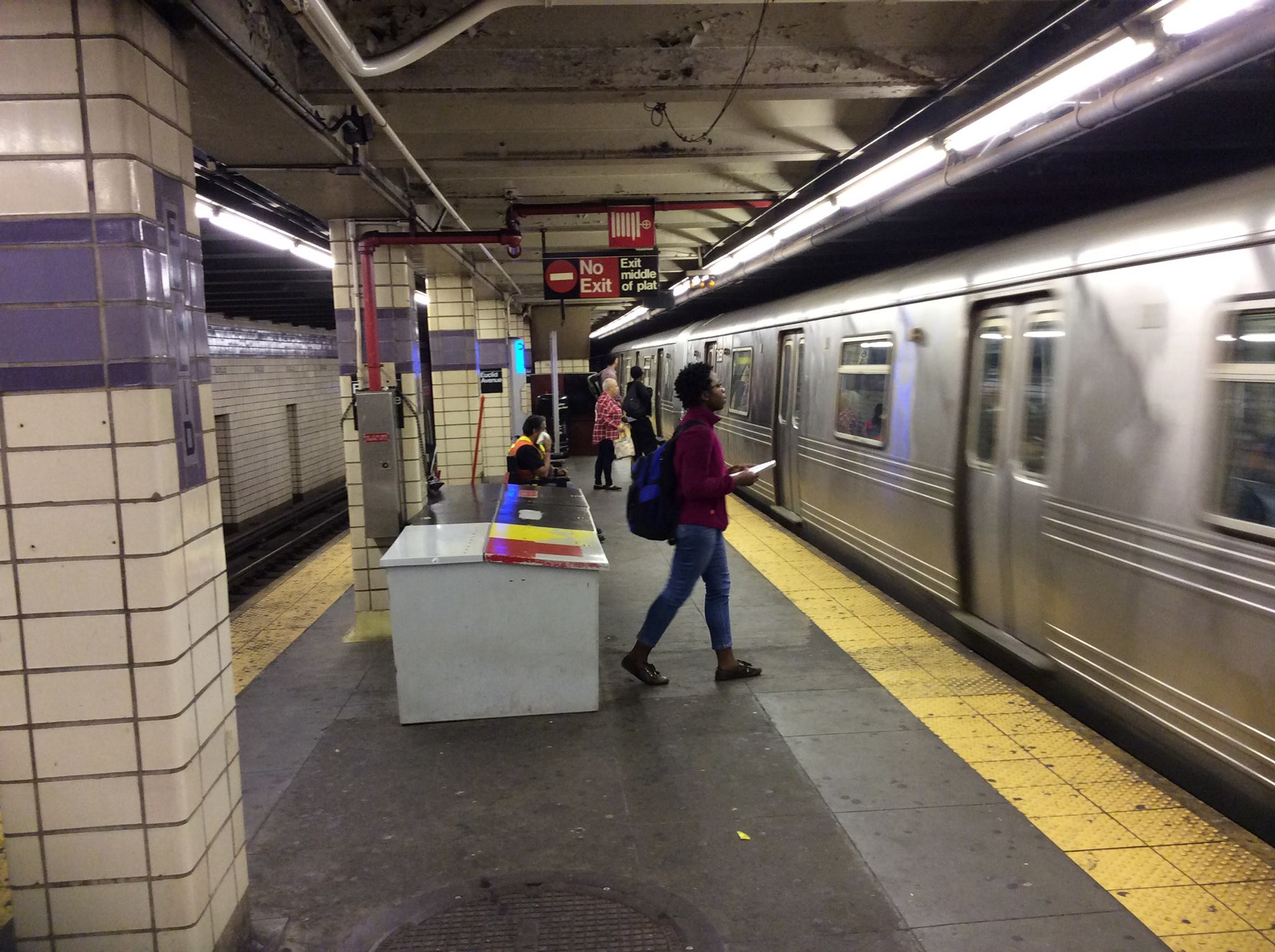